# Răzvan Raț
Răzvan Dincă Raț (ur. 26 maja 1981 roku w Slatinie) – rumuński piłkarz występujący na pozycji lewego obrońcy w Rayo Vallecano i reprezentacji Rumunii.

## Kariera piłkarska

### Kariera klubowa
Jest wychowankiem Rapidu Bukareszt, z którym w wieku osiemnastu lat zadebiutował w Divizii A. W ciągu pięciu sezonów gry w tym klubie zdobył z nim dwa tytuły mistrza kraju i jeden Puchar; w 2001 roku przebywał na wypożyczeniu w FCM Bacău, ale wówczas częściej zmagał się z kontuzją niż biegał po boisku. W I lidze rumuńskiej rozegrał 96 meczów i strzelił 6 goli. W 2003 roku został sprzedany na Ukrainę, do Szachtara Donieck, gdzie od lipca 2004 roku trenerem jest jego rodak Mircea Lucescu.
W maju 2013 piłkarz podpisał kontrakt z West Hamem United, na zasadzie wolnego transferu. 31 stycznia 2014 roku Răzvan rozwiązał swój kontrakt z londyńskim klubem. W West Hamie grał od 2013 roku, gdzie trafił z Szachtara Donieck.
13 lutego 2014 podpisał kontrakt do końca sezonu 2013/2014 z Rayo Vallecano.

### Kariera reprezentacyjna
W lutym 2002 roku w meczu z Francją po raz pierwszy zagrał w barwach reprezentacji Rumunii. Od tamej pory jest regularnie powoływany do drużyny narodowej. Brał z nią udział w przegranych eliminacjach do Euro 2004 i Mundialu 2006.

## Sukcesy

### Sukcesy klubowe
- Rapid Bukareszt
  - mistrz Rumunii (2x): 1999, 2003
  - wicemistrz Rumunii (1x): 2000
  - brązowy medalista Mistrzostw Rumunii (1x): 2002
  - zdobywca Pucharu Rumunii (1x): 2002
  - zdobywca Superpucharu Rumunii (1x): 2002
- Szachtar Donieck
  - mistrz Ukrainy (6x): 2004/2005, 2005/2006, 2007/2008, 2009/2010, 2010/2011, 2012/2013
  - wicemistrz Ukrainy (3x): 2003/2004, 2006/2007, 2008/2009
  - zdobywca Pucharu Ukrainy (5x): 2004, 2008, 2011, 2012, 2013
  - finalista Pucharu Ukrainy (3x): 2005, 2007, 2009
  - zdobywca Superpucharu Ukrainy (5x): 2005, 2008, 2010, 2012, 2013
  - finalista Superpucharu Ukrainy (4x): 2004, 2006, 2007, 2011
  - zdobywca Pucharu UEFA (1x): 2009

### Sukcesy reprezentacyjne
- uczestnik turnieju finałowego Mistrzostw Europy: 2008

### Odznaczenia
- Order "Za zasługi sportowe" III klasy: 2009[4].
- tytuł Zasłużonego Mistrza Sportu Ukrainy: 2009[5]
- Order "Za odwagę"" III klasy: 2009[6].